# Brăila
Brăila je město v rumunské Moldávii, v její východní části v ukrajinském pohraničí, na břehu Dunaje.

## Historie
Na levém břehu veletoku Dunaje existovala v těchto místech osada se jménem Drinago, a to už v roce 1350. Dosvědčuje to španělská kniha Libro de conocimiento, neboli také Kniha znalostí a dále několik dalších dokumentů katalánského původu.
Městu a celému okolí během doby jeho rané existence vládli mnozí vládci, od roku 1540 pak už definitivně Osmané. Jejich vláda skončila v roce 1829, po připojení celé oblasti k Valašsku na základě dohody z Bilhorodu-Dnistrovského. Turci mu říkali Ibraila nebo také Ibrail. Přesto v tomto období, a to na konci 16. století bylo několikrát vypleněno cizími vojenskými silami.
Během 19. století se místní přístav zařadil mezi tři nejvýznamnější na Dunaji, spolu s městy Turnu a Giurgiu. Objem obchodu neustále narůstal a role města ještě v první polovině minulého století vzrůstala, po revoluci z roku 1989, kdy byla svržena komunistická vláda se ale situace velmi zhoršila.

## Osobnosti města
- Panait Istrati (1884–1935), rumunský spisovatel a novinář
- Iannis Xenakis (1922–2001), řecký avantgardní skladatel vážné hudby a architekt

## Partnerská města
- Argostoli, Řecko
- Bitola, Severní Makedonie
- Calais, Francie
- Denizli, Turecko
- Katerini, Řecko
- Kavadarci, Severní Makedonie
- Nilufer, Turecko
- Pavlodar, Kazachstán
- Pleven, Bulharsko
- Šumen, Bulharsko